# Hermann Maier
Hermann "Herminator" Maier, född 7 december 1972 i Altenmarkt im Pongau är en österrikisk tidigare alpin skidåkare.
Maier har vunnit den totala världscupen vid fyra tillfällen (1998, 2000, 2001 och 2004), har två OS-guld, tre VM-guld samt över 50 världscupsegrar.

## Karriär
Maier gjorde sin världscupdebut den 10 februari 1996 och slutade 26:a i storslalom i Hinterstoder i Österrike. Ett år senare i februari 1997 vann han sin första världscupseger i en super-g-tävling i tyska Garmisch-Partenkirchen. Han etablerade sig snabbt som en explosiv och dynamisk åkare känd för sin styrka och viljan att ta risker.
Maier vann två OS-guld i Nagano, i storslalom och super-G, detta bara några dagar efter en dramatisk krasch i störtloppet där han missbedömt ett hopp i den soliga banan. Efter OS hamnade han på omslaget till Sports Illustrated vilket gjorde honom till en välkänd idrottsman över hela världen. 1998 var ett bra år för Maier som förutom OS-medaljerna även vann den totala världscupen, storslalomcupen och super-G-cupen samt slutade tvåa i störtloppscupen.
Säsongen 1999/2000 och 2000/2001 vann han återigen den totala världscupen samt delcuperna i storslalom, störtlopp och super-G.
Hans skidkarriär var nära att få ett abrupt slut då han krockade med sin motorcykel på väg hem från ett träningsläger i Österrike. Läkarna tänkte amputera det ena benet men istället genomgick Maier en omfattande rekonstruktiv kirurgi. De flesta trodde att hans skidkarriär var över. Men efter att ha stått över hela säsongen 2001/2002 och OS i Salt Lake City gjorde han comeback i världscupen i januari 2003 i Adelboden. Bara två veckor senare chockade han skidvärlden genom att segra i störtloppet i Kitzbühel.
Under säsongen 2003/2004 var Maier tillbaks på allvar och vann återigen den totala världscupen samt super-G-cupen. Detta har många ansett varit en av de största comebackerna i sporthistorien. Han fick detta år Laureus World Sports Awards för årets comeback. 
Den 30 november 2008 vann Maier säsongens första super-G-tävling som hölls i Lake Louise i Kanada. Detta blev hans 24:e världscupseger i super-G och den 54:e totalt, men den första på nästan 3 år. Det är bara fem åkare i världen som vunnit fler världscupsegrar än Maier, Ingemar Stenmark, Mikaela Shiffrin, Lindsey Vonn, Annemarie Moser-Pröll och Vreni Schneider.
Den 13 oktober 2009 meddelade Hermann Maier att han avslutar skidkarriären.

## Meriter
- Totala världscupen 1998, 2000, 2001, 2004
- Störtloppscupen 2000, 2001
- Super-G-cupen 1998, 1999, 2000, 2001, 2004
- Storslalomcupen 1998, 2000, 2001
- Totalt 55 världscupsegrar

- OS-guld i storslalom 1998
- OS-guld i super-G 1998
- VM-guld i störtlopp 1999
- VM-guld i super-G 1999
- VM-guld i storslalom 2005